# Новодонецк
Новодоне́цк (каз. Новодонецк) — село в Буландынском районе Акмолинской области Казахстана. Входит в состав Журавлевского сельского округа. Код КАТО — 114039400.

## География
Село расположено в южной части района, на берегу реки Баксук, на расстоянии примерно 68 километров (по прямой) к юго-западу от административного центра района — города Макинск, в 14 километрах к северу от административного центра сельского округа — села Журавлёвка.
Абсолютная высота — 310 метров над уровнем моря.
Климат холодно-умеренный, с хорошей влажностью. Среднегодовая температура воздуха отрицательная и составляет около -3,4°С. Среднемесячная температура воздуха в июле достигает +19,6°С. Среднемесячная температура января составляет около -15,1°С. Среднегодовое количество осадков составляет около 425 мм. Основная часть осадков выпадает в период с июня по август.
Ближайшие населённые пункты: село Ярославка — на юге, село Капитоновка — на северо-востоке.
Западнее села проходит автодорога областного значения КС-1 «Жалтыр — Макинск».

## Население
В 1989 году население села составляло 637 человек (из них русские — 54%, немцы — 30%).
В 1999 году население села составляло 475 человек (237 мужчин и 238 женщин). По данным переписи 2009 года, в селе проживало 437 человек (213 мужчин и 224 женщины).
| Численность населения | Численность населения | Численность населения |
| 1989                  | 1999                  | 2009                  |
| --------------------- | --------------------- | --------------------- |
| 637                   | ↘475                  | ↘437                  |

## Улицы[6]
- ул. Донецкая
- ул. Новая